# کهله یک
کهله یک، روستایی از توابع بخش مرکزی شهرستان رامهرمز در استان خوزستان ایران است. کهله دو چند کیلومتر از آن فاصله دارد.

## جمعیت روستای کهله
این روستا در 40کیلومتری رامهرمز قرار دارد و براساس سرشماری مرکز آمار ایران در سال ۱۳۸۵، جمعیت آن ۴۴۴ نفر (۷۰خانوار) بوده‌است. این روستا از شرق به روستای ارمش، از مغرب به روستای بقعه، از شمال به کوه و از جنوب به رودخانه مارون محدود می‌گردد.

## معنی کلمه کهله
لغت‌نامه دهخدا
کهله . [ ک َ ل َ / ل ِ ] (اِ) گاورسهایی بود که از زر و سیم و ارزیز سازند. (نسخه‌ای از فرهنگ اسدی، از یادداشت به خط مرحوم دهخدا) . ریزه‌های سیم و زر. (فرهنگ رشیدی ). ریزه‌ها و گاورس‌های زر و سیم را گویند. (برهان ) (آنندراج ). ریزه‌های زر و سیم . (ناظم الاطباء) :
بر کهله ٔ هجرانْت کنون رانی کفشیر
بر کهله ٔ داغش بر کفشیر نرانی .
منجیک (از یادداشت به خط مرحوم دهخدا).
بر پشت اگر خار کشی و دخ و دهله     
به زآنکه ز دونان طلبی ناسره کهله .
در حاشیهٔ رودخانهٔ زیبای مارون بیشه‌زارهای سرسبز و خرم با درختان بید، بنگرو، گز و کنار چشم‌اندازهای زیبا و بکری را به وجود آورده‌اند. در این جنگل‌ها پرندگان وحشی زیادی نظیر دراج، تیهو، مرغابی، بلبل و کبوترهای وحشی زندگی می‌کنند. همچنین حیواناتی مانند گراز، روباه، شغال، گرگ، گربه وحشی و خرگوش در این بیشه زارها زیست می‌کنند. این رودخانه به علت پرآب بودن در فصول سال طبیعتی دلنشین و جذاب دارد که می‌تواند محل مناسبی جهت تفریح و تفرج باشد. این بیشه‌زارها از روستاه‌های هفت تپه، ارمش، کهله، شاه ابوالقاسم، بنه عباس، سلطان آباد، بنه قیطاس، بن رشید لپویی تا زویدی ادامه دارند